# Liolaemus scapularis
Liolaemus scapularis — вид ігуаноподібних ящірок родини Liolaemidae. Ендемік Аргентини.

## Поширення і екологія
Liolaemus scapularis поширені від Кафаяте на півдні провінції Сальта до Кампо-Ареналь на сході провінції Катамарка і заході провінції Тукуман. Вони живуть серед піщаних дюн, місцями порослих рослинністю. Зустрічаються на висоті від 1600 до 2400 м над рівнем моря. Живляться комахами, відкладають яйця.

## Збереження
МСОП класифікує цей вид як такий, що перебуває під загрозою зникнення. Liolaemus scapularis загрожує знищення природного середовища.